# Solanum sect. Croatianum
Solanum sect. Croatianum es una sección del género Solanum. Incluye las siguientes especiesː

## Especies
- Solanum heinianum D’Arcy & R. C. Keating
- Solanum mahoriensis D’Arcy & Rakot.
- Solanum myoxotrichum Baker
- Solanum pyracanthos Lam.
- Solanum toliaraea D’Arcy & Rakot.